# Loại từ
Loại từ, còn được gọi phân loại từ, danh từ loại thể hoặc danh từ chỉ đơn vị tự nhiên (tiếng Anh: classifier), có thể đóng vai trò lượng từ (counter word hoặc measure word), là một từ hoặc phụ tố đi kèm theo các danh từ và có thể được coi là "chỉ loại" danh từ được bổ nghĩa. Các loại từ có chức năng quan trọng trong ngữ pháp của một số ngôn ngữ, nhất là các ngôn ngữ Á Đông, bao gồm các tiếng Việt, Trung Quốc, Nhật. Thí dụ trong tiếng Việt, danh từ "áo" đi kèm với loại từ "chiếc" khi nào muốn thêm vào số từ ("hai chiếc áo") hoặc chỉ từ ("chiếc áo này").
Các ngôn ngữ châu Âu thiếu hoặc không chú trọng về loại từ; thí dụ trong tiếng Anh, từ head ("đầu") trong các cụm từ như five head of cattle ("năm con bò", nghĩa đen "năm đầu bò") được coi là có vai trò như loại từ. Các hình dạng bàn tay phân loại (classifier handshape) xuất hiện trong ngữ pháp của một số ngôn ngữ ký hiệu, nhưng các hình dạng này có thể có chức năng hơi khác.
Có thể so sánh các hệ thống loại từ với các hệ thống lớp danh từ (noun class, thí dụ giống đực/cái/trung), tuy nhiên có khác biệt đáng kể. Những ngôn ngữ có loại từ có thể có đến vài trăm loại từ khác nhau, trong khi những ngôn ngữ có lớp danh từ (nhất là giống) thường chỉ có vài lớp, ít khi tùy theo ý nghĩa của các danh từ, và thường thay đổi các từ khác trong câu. Tùy định nghĩa, các nhà ngôn ngữ học cho rằng tiếng Việt có từ ba đến 200 loại từ, tuy nhiên chỉ có vài loại từ được sử dụng thường xuyên trong ngôn ngữ thông tục.